# Mycetophilidae
Famille
Les Mycetophilidae, les Mycétophides (littéralement « amis des champignons ») sont une famille d'insectes diptères nématocères comprenant environ 3 000 espèces.

## Classification
La famille Mycetophilidae est décrite par Edward Newman en 1834,.

## Présentation
Cette famille est apparentée à d'autres familles de Bibionomorpha (Bolitophilidae, Ditomyiidae, Diadocidiidae Keroplatidae), qui étaient auparavant incluses dans les Mycetophilidae sensu lato. Ces familles, ainsi que la famille distincte des Sciaridae, font partie du groupe informel des moucherons des champignons que les anglosaxons nomment « fungus gnats », car les larves ont, en général, un régime mycétophage. 

## Les sous-familles
Cette famille est divisée selon certaines classifications 
- en trois sous-familles (ITIS et ADW) :
- sous-famille Manotinae
- sous-famille Mycetophilinae
- sous-famille Sciophilinae

- ou en sept sous-familles selon Fauna Europaea ou BioLib :
- sous-famille Eudicraninae
- sous-famille Gnoristinae
- sous-famille Leiinae
- sous-famille Manotinae
- sous-famille Mycetophilinae
- sous-famille Mycomyinae
- sous-famille Sciophilinae

## Ensemble des genres

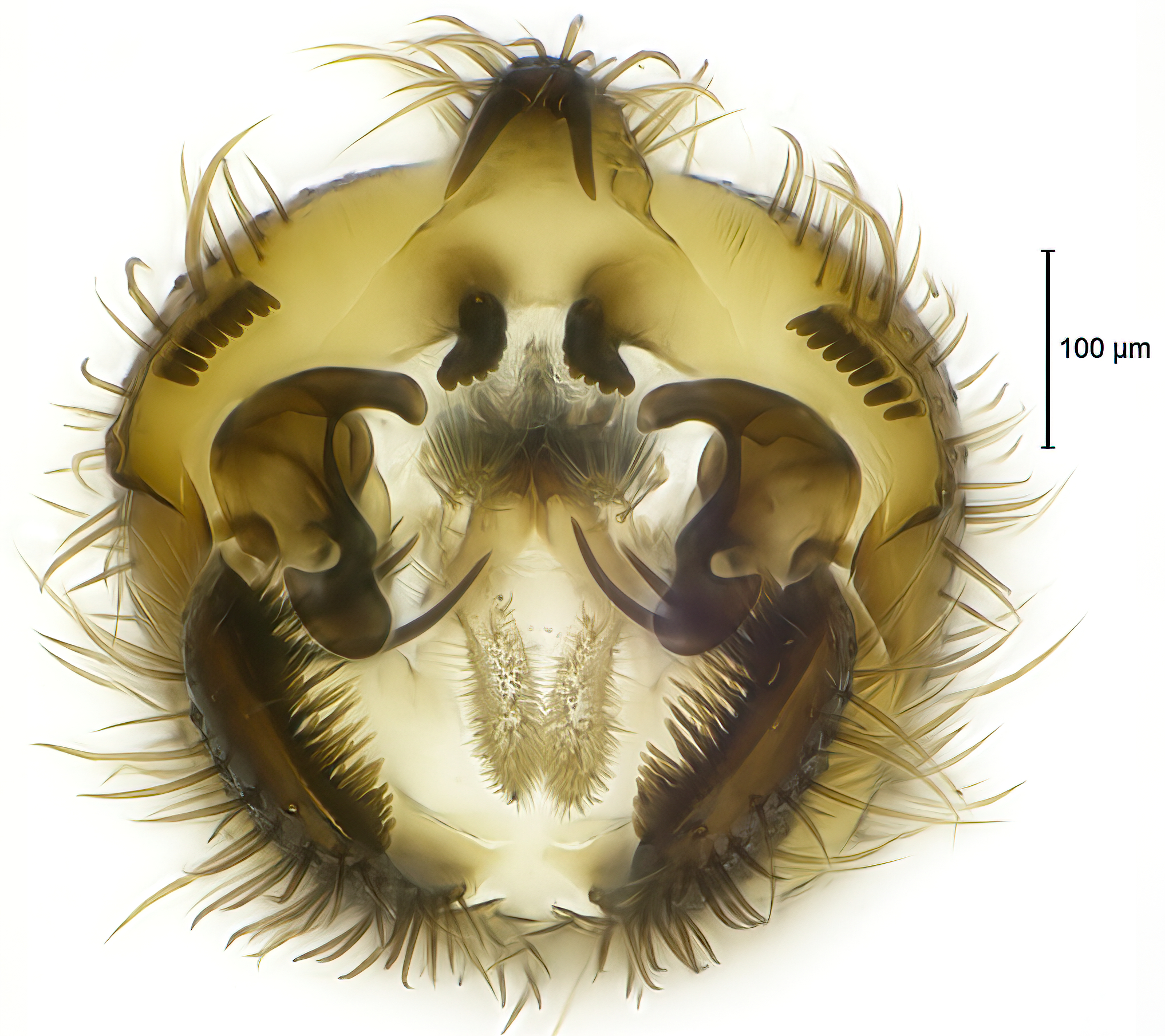
Vue postérieure du terminalia mâle d'une espèce de moucheron fongique Clastobasis loici, des clastobasis, des mycetophilidae. (Diptera : Mycetophilidae). L'espèce est très rare en Europe et dans les pays nordiques et baltes, on ne la trouve qu'en Estonie. La vue postérieure montre la structure tridimensionnelle très complexe avec plusieurs épines et soies. Combinaison de plusieurs images à mise au point progressive prises par Leica DFC450 attaché au stéréomicroscope Leica 205 C. (Traduit avec www.DeepL.com). Septembre 2021.

### Publication originale
- (en) Edward Newman, Attempted division of British insect into natural orders, vol. 2, coll. « The Entomological Magazine », 1834, 379-431 p.